# یوردانیس آرنسیبیا
یوردانیس آرنسیبیا (اسپانیایی: Yordanis Arencibia‎؛ زادهٔ ۲۴ ژانویه ۱۹۸۰) جودوکار اهل کوبا بود.
وی در مسابقات کشوری و بین‌المللی در مجموع برندهٔ ۳ مدال طلا، ۱ مدال نقره، ۷ مدال برنز شده‌است.